# S-Trein
S-Trein es la red ferroviaria de transporte metropolitano en Bélgica. El nombre es una adaptación del S-Bahn alemán, en uso desde 1930. El S-Trein es una red ferroviaria que cubre tanto el tráfico metropolitano como el regional y que se caracteriza por su alta eficiencia y sus itinerarios sincronizados. El uso de vías separadas, unidades de tren eléctricas y puertas al nivel de los andenes contribuyen a la consecución de este objetivo. 
El símbolo del S-Trein de son dos letras "S" azules en un círculo amarillo. Hay sistemas S-Trein en Amberes, Bruselas, Charleroi, Gante y Lieja.

## Desarrollo

### Bruselas
En el año 1995, se publicó el primer proyecto de red de cercanías en la ciudad de Bruselas, similar a otros de ciudades europeas como Madrid o Berlín. Se planeaba entonces abrir las primeras líneas en 2002. Al ser Bélgica un estado federal complejo, se crearon varios retrasos importantes, puesto que se trata de una infraestructura que necesita, por un lado, la financiación del estado y, por el otro, la de las tres regiones: la Región Flamenca, la Región Valona y la Región de Bruselas-Capital. Además, también es necesaria la cooperación entre las cuatro empresas de transporte del país: SNCB, STIB, De Lijn y TEC.
Durante la presentación del proyecto, varios tramos de la red suscitaron polémica entre los habitantes de algunos municipios cercanos a las vías, como es el caso de los de Boistfort y Ottignies con la adaptación a cuatro vías de la vía que atraviesa el Bosque de Soignes.
Por todo esto, las obras no empezaron hasta 2005 y se inauguró finalmente en 2015 la primera parte del proyecto. El resto de las líneas no estarán en servicio hasta por lo menos 2025.

### Expansión
El 3 de septiembre de 2018, se inauguraron las redes de Amberes, Charleroi, Gante y Lieja. El cambio consistió en la supresión de la denominación "omnibus" por "S-Trein" de los trenes, pero irá acompañado de mejoras y ampliaciones de la vía.

## RedesS-Treinen Bélgica
| Bruselas Amberes Charleroi Gante Lieja |

## Sistemas similares
- S-Bahn
- Renfe Cercanías
- RER
- S-Tog